# Grandes Éxitos (álbum de Rosana)
Rosana: Grandes Éxitos es el primer recopilatorio de la cantante española. Lanzado para la campaña navideña del 2005, bajo el sello de Universal Music.

## Historia y grabación
Rosana: Grandes Éxitos, es el primer recopilatorio de la cantautora española Rosana. Esta edición fue lanzada por su anterior disquera Universal Music al terminar su contrato, queriendo aprovechar la buena recepción que tuvo su disco Magia y las buenas críticas que tenía su gira por el continente europeo. 
Esta edición, incluye un CD + DVD, en el primero se incluyen temas (escogidos por la discográfica), y que la mayoría fueron singles. El DVD contiene 5 videoclips: "El Talismán", "Domingos en el Cielo", "Sin Miedo", "Pa’ Ti no Estoy" y "Hoy", así como una sección llamada Discografía, en dónde recogen todos los álbumes de la cantante hasta esa fecha. 
Rosana: Grandes Éxitos, no tuvo muy buena recepción por parte de los seguidores de Rosana, debido a que dejaron fuera varios temas favoritos de los fanes, no incluyeron ningún tema inédito y sólo incluyeron algunos videoclips de su álbum debut y de su tercer disco, dejando fuera varios de su 2º disco Luna Nueva. 
Esta edición no contó con publicidad ni promoción alguna, ni fue considerada en las listas de ventas.

## Lista de canciones

### Grandes Éxitos CD
| #   | Título                                                                  | Duración |
| --- | ----------------------------------------------------------------------- | -------- |
| 01. | El Talismán • Música: Rosana Arbelo • Letra: Rosana Arbelo              | 3:35     |
| 02. | Bebes De Mí • Música: Rosana Arbelo • Letra: Rosana Arbelo              | 4:15     |
| 03. | Pa’ Calor • Música: Rosana Arbelo • Letra: Rosana Arbelo                | 3:05     |
| 04. | A fuego lento • Músic: Rosana Arbelo • Letra: Rosana Arbelo             | 3:41     |
| 05. | Sin Miedo • Música: Rosana Arbelo • Letra: Rosana Arbelo                | 3:22     |
| 06. | Los Domingos En El Cielo • Música: Rosana Arbelo • Letra: Rosana Arbelo | 2:49     |
| 07. | Sonríe • Música: Rosana Arbelo • Letra: Rosana Arbelo                   | 4:04     |
| 08. | Pa’ Ti No Estoy • Música: Rosana Arbelo • Letra: Rosana Arbelo          | 4:09     |
| 09. | Siempre De Frente • Música: Rosana Arbelo • Letra: Rosana Arbelo        | 3:58     |
| 10. | Hoy • Música: Rosana Arbelo • Letra: Rosana Arbelo                      | 4:16     |
| 11. | Contigo • Música: Rosana Arbelo • Letra: Rosana Arbelo                  | 3:59     |
| 12. | Si tú no estás • Música: Rosana Arbelo • Letra: Rosana Arbelo           | 4:10     |
| 13. | Descubriéndote • Música: Rosana Arbelo • Letra: Rosana Arbelo           | 2:58     |
| 14. | De Los Dos • Música: Rosana Arbelo • Letra: Rosana Arbelo               | 3:46     |
| 15. | Tormenta De Arena • Música: Rosana Arbelo • Letra: Rosana Arbelo        | 6:02     |
| 16. | Bajo Charcos • Música: Rosana Arbelo • Letra: Rosana Arbelo             | 4:13     |

### Grandes Éxitos DVD
| #   | Título                                                                          | Duración |
| --- | ------------------------------------------------------------------------------- | -------- |
| 01. | El Talismán (Videoclip) • Música: Rosana Arbelo • Letra: Rosana Arbelo          | 3:35     |
| 02. | Domingos En El Cielo (Videoclip) • Música: Rosana Arbelo • Letra: Rosana Arbelo | 2:46     |
| 03. | Sin Miedo (Videoclip) • Música: Rosana Arbelo • Letra: Rosana Arbelo            | 3:22     |
| 04. | Pa' Ti No Estoy (Videoclip) • Músic: Rosana Arbelo • Letra: Rosana Arbelo       | 4:09     |
| 05. | Hoy (Videoclip) • Música: Rosana Arbelo • Letra: Rosana Arbelo                  | 4:16     |
| 06. | Discografía 1996 - 2005 • Compañía Discográfica: Universal Music Group          | -        |

## Personal
- Jesus Alcaniz - ingeniero
- Rosana Arbelo -guitarra española, voz, coros
- Paco Bastante - bajo
- Sergio Castillo - batería, Shaker, coros
- Antonio García de Diego - teclado, coros
- Miguel De La Vega - ingeniero, mezcla
- Iñaki del Olmo - mezclador asistente
- Tino Di Geraldo - cajón
- Carlos Doménech - coros
- Luis Dulzaides - percusión
- Alba Fresno - viola de Gamba
- Cristina González - coros
- Tato Icasto - Fender Rhodes, teclados, wurlitzer
- Fernando Illán - bajo
- Arantxa Lezaun
- Carlos Martos - Mastering
- Juan Maya - guitarra flamenca
- Alfonso Onhur - fotografía
- Jesus Ortiz - coros
- Kike Perdomo - saxofón soprano, saxofón tenor
- Anouk Pérez
- Benigno Rios - compositor
- Jose A. Romero - productor
- José Antonio Romero -	Fender Rhodes, guitarra de 12 cuerdas, guitarra acústica, guitarra eléctrica, teclado, mandolina, mezclado, piano, productor